# Тукуманский туко-туко
Тукуманский туко-туко (лат. Ctenomys tucumanus) — вид грызунов семейства тукотуковых, распространённый на северо-западе Аргентины. Населяет влажные равнины центрального Тукумана.
Длина тела 17,3 см, хвост 7 см, длина задних лап 3 см. Окраска спины от желтовато-коричневого до тёмно-коричневого цвета, становится постепенно светло-коричнево-жёлтая по бокам и на брюхе, середина брюха почти белая. Передние конечности часто очень тёмные. Хвост обычно двухцветный.
Серьёзной угрозой для этого вида является потеря мест обитания в связи с расширением сельскохозяйственного производства.